# Єзидизм
Єзидизм, езидство, шарфадинізм (від самоназви шарфадин) — синкретична релігія єзидів, що містить елементи зороастризму, християнства (несторіанського напряму), юдаїзму та ісламу. Єзиди вірять в існування єдиного Бога і його семи янголів, головним з яких є Малак Тавуса (він же Джабраїл). Засновник релігії — шейх Аді (близько 1074–1164), якого єзиди вважають своїм основоположником.

## Загальні відомості
Через гоніння, закритий характер релігії, а також у зв'язку з переважно усним характером передачі знань і ще через ряд подібних причин релігія єзидів досить погано досліджена вченими.
Засновником і основоположником єзидизму у XII ст. вважається Шихаді ібн Мусафір (Шихаді) (пом. 1160 або 1162). Віровчення остаточно сформувалося до XIV—XV ст., увібравши певні елементи зороастризму, юдаїзму, християнства, ісламу і маніхейства.
Релігія єзидів є близькою до віровчення інших синкретичних курдських релігій — алевітів (не плутати з алавітами) і алі-мулахів, разом з якими об'єднується під загальною назвою яздаїзм. Спирається, в основному, на усну традицію. Є також дві священні книги з викладом догматики, канонів, космогонії та обрядів: Кетебе Джілве («Книга одкровення») і Масхафе раш («Чорна книга», «Чорний сувій»). Крім них, джерелами віровчення є релігійні гімни: «Кавлі» (або «Каулом», від араб. قول qawl «слово, вислів») і «бейти» (від араб. بيت bayt «двовірш»), найважливіші з багатьох жанрів молитовної поезії, поряд з дуа, джанділь, дуруз, місхабат. Знавці і співаки цих гімнів складають нижчий духовний стан — каввалів. Мова єзидських писань — єздикі (з великим пластом арабської і перської лексики), окремо зустрічаються рядки і цілі твори арабською. Першим, найдавнішим Кавлі вважається так званий «Qewlê Xwedê» (Вислів Бога):
Çûme mala merebî
Qewlê Xwedê û nebî
Her kes ber bi rîya xwe bî
(Qewlê koçeka, III)
У будинок наставника пішов я, Слово Бога і пророків [дав він мені]: Кожен хай іде своїм шляхом (досл. «В напрямок свого обличчя дивиться»)
(Гімн про віщуна, III)
Аналіз даного гімну підтверджує пізніше походження єзидизму: в ньому присутні арабські слова mal «майно, будинок», qewl «вислів», nebî «пророк (і)», mereb «наставник, вихователь», а також перські her kes «кожен», rî «особа, сторона (від رو)» і загальноіранське Xwedê «Бог».
Мусульманські критики єзидізму часто асоціюють шанованого єзидами верховного ангела Мелек-Тавусі (Тавусі Мелек) (Ангела Азраїла) з Іблісом або з павшим, поверженим ангелом, в зв'язку з цим єзидів помилково вважали «прихильниками злого духа». Єзиди повністю визнають існування єдиного Бога-творця і його семи ангелів.
Головною святинею єзидів є храм при мавзолеї шейха Аді в Лалеші в 40 км на північ від Мосула (Ірак).
Основні культові предмети — 7 бронзових литих статуеток птахів на високій підставці (санджак), що зберігаються в Лалеші, що символізують 7 основних ангелів (архангелів). Періодично їх з процесіями носять єзидськими селами представники спеціального стану — «каввали» (збирачі пожертв), відповідно, збираючи при цьому пожертвування.

## Основи віровчення
Основна стаття: Тавусі Мелек
Тавусі Мелек (Пірі Малакі-Таус, Мелек-Тавус — «Ангел-Павич») — глава ангелів в релігії єзидів, якого зображують у вигляді павича.

## Єзидське суспільство (Єздихан)
Єзиди традиційно діляться на дві основні ендогамні касти, що представляють духовний і світський стани.
У свою чергу, духовна каста (стан) ділиться на три головні групи, що також не мають права ріднитися між собою:
- шейхи (старці — вища духовна каста в єзидстві; в єзидській теології термін «шейх» набув широкого змісту: дух, майстер, покровитель; в звичайному розумінні: священнослужитель, особливий духовний стан);
- беїкети;
- факіри.

Без участі шейхів і беїкетів неможливо провести жодного ритуалу з нагоди народження дитини, весілля, похорон тощо.
Також до духовного стану відносяться і такі нижчі ступені:
- навали — посланці шейха, що їздять за поборами і пожертвами;
- ауха;
- прислужники при храмі.

Світську (мирську) касту складають мюриди (Мріди).
Мюрид — учень, послушник, мирянин; в свою чергу, кожен шейх і беїкет теж є мюридом по відношенню до своїх шейха і беїкета.
Вища духовна влада належить «шейху» («шейхану») — нащадку шейха Аді, воля якого визнавалася священною для кожного єзида, в тому числі, і для «еміра» («світу») — вищого представника світської влади, що затверджувався в часи Османської імперії турецьким урядом. На даний час обидві ці посади суміщені в одній особі «світ-Шейхан», яким з 1944 є світ Тахсин Біг.
У числі найбільш страшних гріхів для єзидів так звані «се Харф», три смертних гріха:
1. Перший: істинному єзиду не можна вступати в шлюб або у позашлюбний зв'язок з представниками інших каст.
2. Другий: єзиди не має права вступати в шлюб з іновірцем і, таким чином, переходити в іншу віру.
3. Третій: жоден єзид не має права підняти руки на представника духовної касти.

Вважалося також, що ініціація у єзидизмі неможлива, однак, останнім часом, у зв'язку з геноцидом єзидів з боку терористичної організації Ісламська держава курдські активісти символічно приймають єзидизм з метою привернення уваги до винищення єзидів і закликають до цього інші народи Курдистану.

## Свята
Основні публічні релігійні свята — починаються з Рожіє Єзид (триденного посту) Великий піст на честь Єзида в грудні й у пам'ять про пророка Хідір-Набі (Хідір-Ільяса) в лютому, Новий рік у весняне рівнодення, день поминання покійників в середині червня.
З сімейних церемоній найважливіша — перша стрижка хлопчиків шейхом (біск).
У 2015 році єзиди святкували 6760 рік.
Новий рік (Сарсай) відзначається в першу середу нісана (березень-квітень), який також отримав назву Чаршама Сор («червона середа»). До цього свята печуть паски (клаптями) і фарбують яйця, які потім відносять на кладовища як дари померлим родичам, також посипають різнокольоровою шкаралупою від яєць поля, щоб в цей рік земля дала багатий урожай. Після зустрічі нового року протягом місяця у єзидських селищах з великим тріумфом щодня святкують дні святих, так звані, таваф (tewaf). Єзиди водять величезні хороводи, під час яких танцюють під музику зурни і барабана.
Свято Єзідів (Аїді Езіде) святкується в другу п'ятницю грудня. Через тиждень святкується Свято Сонця (Аїді Шамс), а в лютому Хідір Набі (Хізіра).